# Amblyospiza albifrons
Amblyospiza albifrons là một loài chim trong họ Ploceidae.

## Phân loài
Có khoảng 10 phân loài đã được ghi nhận:
- A. a. capitalba (Bonaparte, 1850) – discontinuously from south-eastern Guinea to southern Central African Republic and north-western Angola
- A. a. saturata Sharpe, 1908 – southern Nigeria to north-western Democratic Republic of Congo
- A. a. melanota (Heuglin, 1863) – South Sudan and southern Ethiopia, through the rift valley and adjacent lowlands to north-western Tanzania
- A. a. montana van Someren, 1921 – Kenyan and Tanzanian interior, south-eastern Democratic Republic of the Congo to Malawi and Okavango Basin
- A. a. unicolor (G.A.Fischer & Reichenow, 1878) – East coast littoral from southern Somalia to Zanzibar và Pemba islands.
- A. a. tandae Bannerman, 1921 – north-western Angola and extreme western Democratic Republic of Congo
- A. a. kasaica Schouteden, 1953 – south-eastern Democratic Republic of Congo
- A. a. maxima Roberts, 1932 – south-eastern Angola, north-eastern Namibia, western Zambia, northern Botswana, extreme north-western Zimbabwe
- A. a. woltersi Clancey, 1956 – eastern Zimbabwe, southern Mozambique, north-eastern and eastern South Africa
- A. a. albifrons (Vigors, 1831) – eastern Zimbabwe and central Mozambique, southwards to eastern South Africa

## Hình ảnh

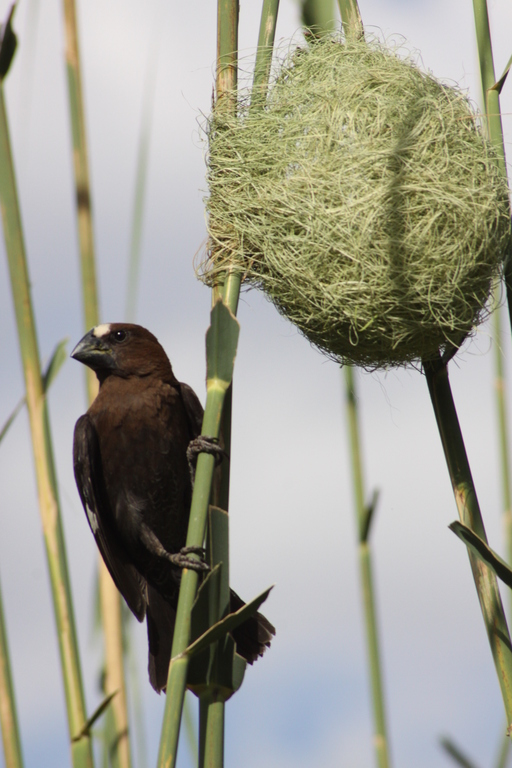
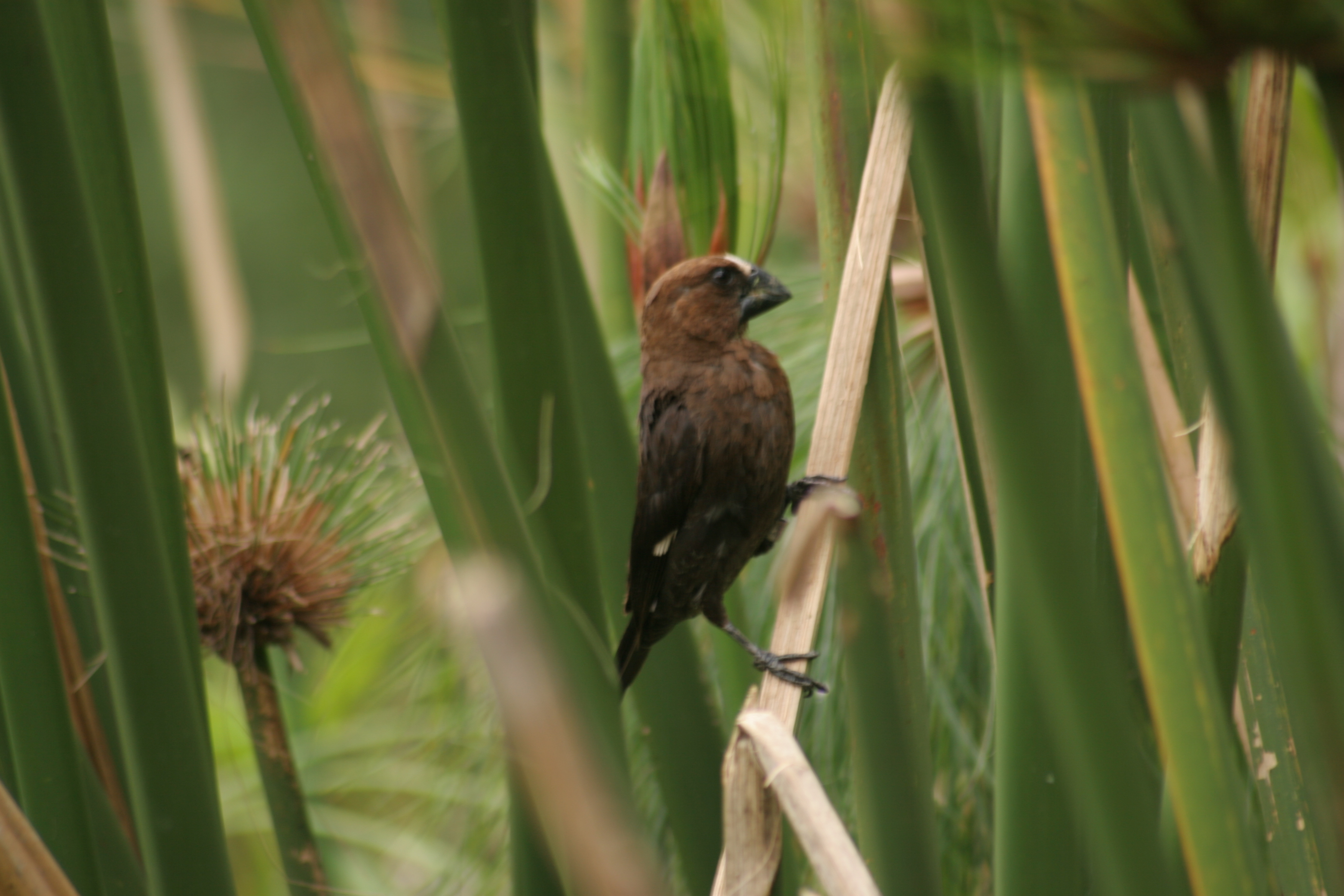
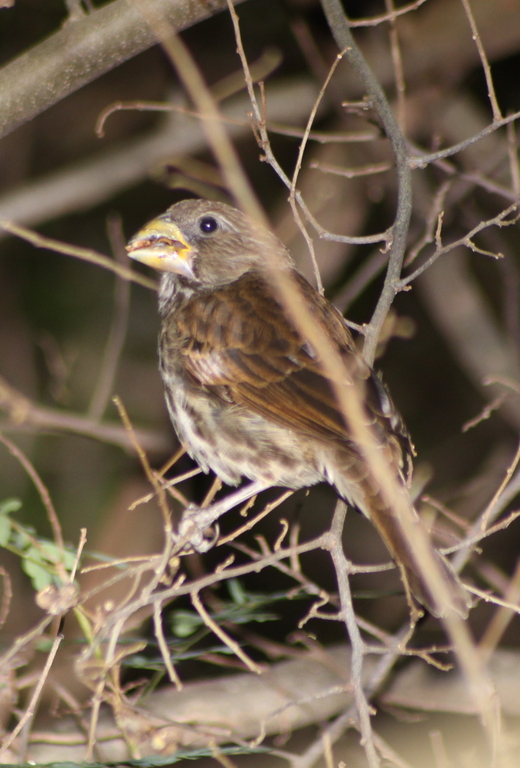
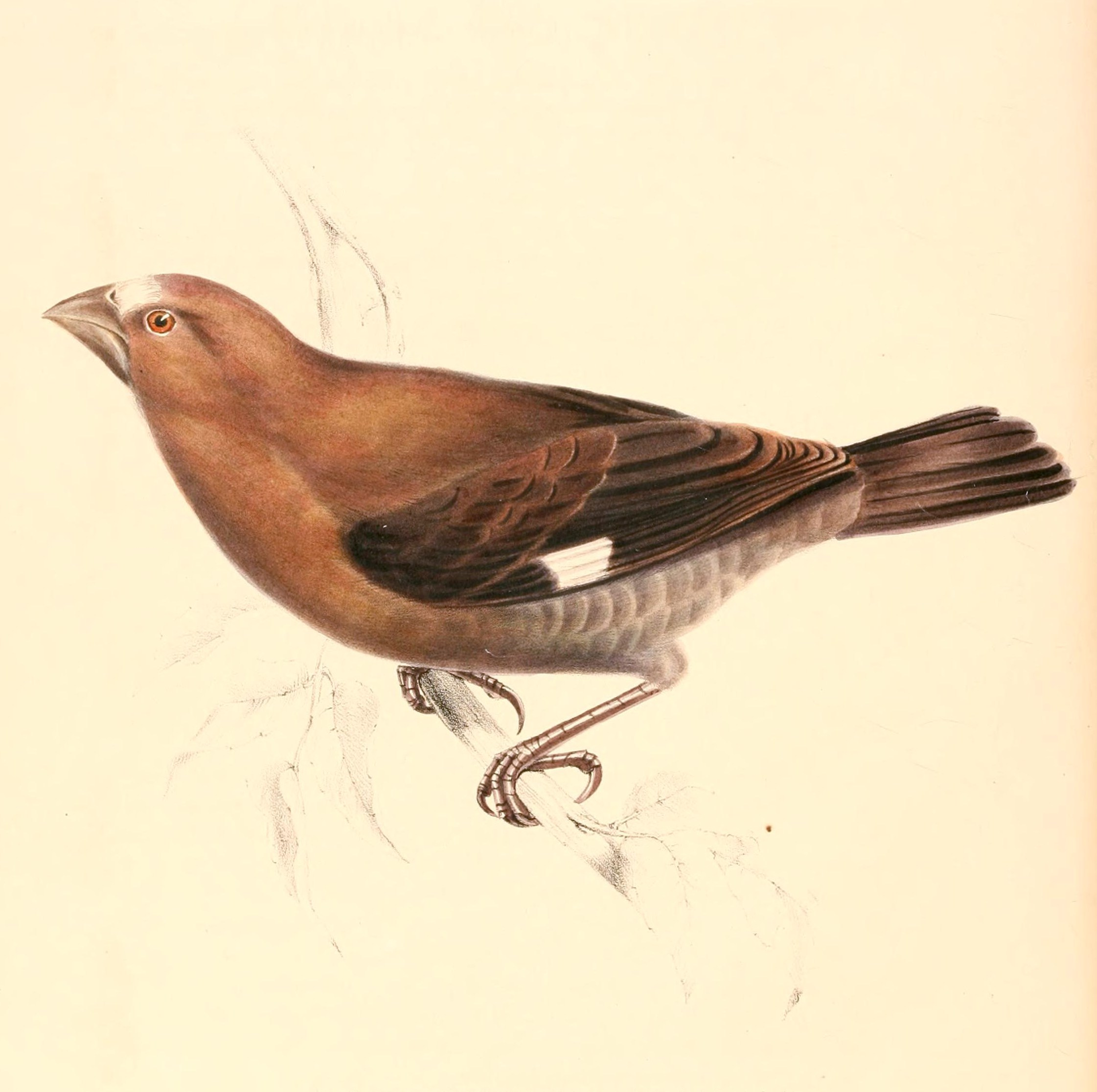